# 五段镇
五段镇，是中华人民共和国江苏省徐州市沛县下辖的一个乡镇级行政单位。

## 行政区划
五段镇下辖以下地区：
后五段社区、五段社区、望湖社区、六段村、七段村、后六段村、前四段村、四段村、三段村、高庄村、张庄村、孟庙村、彭窑村、许口村、龙塘村、姜庄村和余庄村。